# Parinya Pantama
Parinya Pantama (* 18. Mai 1993) ist ein thailändischer Fußballspieler.

## Karriere
Parinya Pantama stand von 2014 bis 2015 beim TOT SC (Telephone Organization of Thailand) unter Vertrag. Wo er vorher gespielt hat, ist unbekannt. Der Verein aus der thailändischen Hauptstadt Bangkok spielte in der ersten Liga des Landes, der Thai Premier League. Für den TOT SC absolvierte 24 Erstligaspiele.
Seit Anfang 2016 ist er vertrags- und vereinslos.